# Starkduftender Stink-Täubling
Der Starkduftende Stink-Täubling oder Anistäubling (Russula fragrantissima syn. R. laurocerasi var. fragrantissima) ist ein Pilz aus der Familie der Täublingsverwandten (Russulaceae). Er besitzt wie die anderen Arten der Untersektion Foetentinae einen braunen Hut mit einem deutlich gerieften Rand. Er unterscheidet sich jedoch von allen ähnlichen Arten durch den intensiven Geruch nach Anis.

## Merkmale

### Makroskopische Merkmale
Der Hut ist etwa wie der des Stink-Täublings (R. foetens) oder des Mandel-Täublings (R. grata) auch ein wenig blasser gefärbt. Er kann lebhaft ocker-gelb, im Alter mehr gelbbraun-bräunlich, manchmal auch rötlich oder sogar fast purpur-braun gefärbt sein. Er erreicht einen Durchmesser zwischen 7 und 14 Zentimetern und ist damit größer als der Mandeltäubling. Mitunter besitzt er einen auffällig kurzhöckerigen Rand.
Die am Stiel angewachsenen Lamellen stehen ziemlich gedrängt und sind in Stielnähe häufig gegabelt. Sie sind recht breit und zuerst weißlich bis cremefarben oder gelblich gefärbt. Sie verfärben sich dann vom Rand her schwärzlich braun und erinnern dann sogar an den Morse-Täubling.
Der Stiel ist 7–15 cm lang und 1,5–6 cm dick und wird im Alter mehr oder weniger hohlkammrig. Er ist zuerst weißlich und verfärbt sich dann bräunlich bis gelblich, an der Stielbasis auch schmutzig rötlich.
Das Fleisch schmeckt etwas unangenehm schärflich und in den Lamellen auch deutlich scharf. Der typische kräftige Anisgeruch bleibt selbst nach mehreren Tagen Lagerzeit noch erhalten.

### Mikroskopische Merkmale

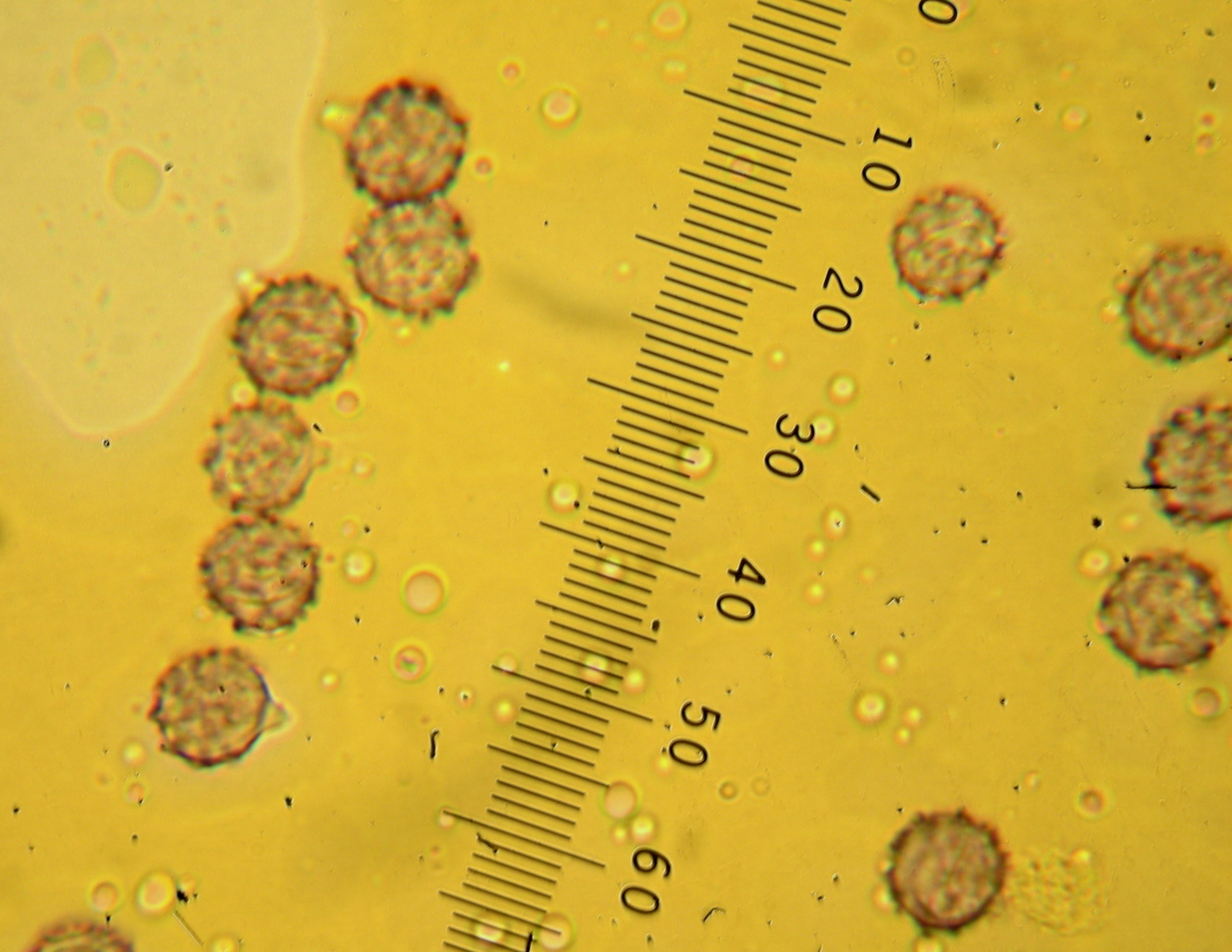
Sporen des Starkduftenden Stink-Täublings

Die Sporen sind fast rund und besitzen einen Durchmesser zwischen 6 und 9 (10) Mikrometern. Auf der Oberfläche befinden sich bis zu 1–1,6 µm hohe Warzen oder derbe Stacheln, die teils isoliert und teils durch feine bis derbe Anastomosen verbunden sind, die ein teilweises oder fast vollständiges Netzwerk ausbilden.
Die Pleurozystiden sind recht häufig und lassen sich mit Sulfovanillin anfärben.
Die Hyphen der Huthaut (Pileipellis) sind in eine gelatinöse Matrix eingebettet. Die Pileozystiden sinb keulig bis spindelförmig, in KOH lichtbrechend und ockergelb gefärbt. Auch sie färben sich normalerweise mit Sulfovanillin an.

## Artabgrenzung
Ähnlich ist vor allem der etwas schmächtigere Mandel-Täubling (R. grata), der ebenfalls stark nach Bittermandelöl riecht. Der Geruch verliert sich bei ihm jedoch beim Trocknen, während er beim Starkduftenden Stink-Täubling noch zunimmt. Oft sind beide aber nur unter dem Mikroskop anhand der Sporenornamentik sicher zu unterscheiden.
Verwechslungen sind auch mit dem Stink-Täubling (R. foetens) möglich, der jedoch einen süßlich, widerlichen, ölartigen Geruch besitzt.

## Ökologie
Der Starkduftende Stink-Täubling ist in Hainsimsen-Rotbuchen- und Fichten-Tannenwäldern zu finden. Dort besiedelt er flach- bis mittelgründige, saure, frische bis mäßig trockene Ranker, Braunerden und unreife Podsole, die arm an Basen und Nährstoffen und locker grusig-sandig aufgebaut sind. Sie sind meist über Bunt- und Keupersandstein ausgebildet.
Der Starkduftende Stink-Täubling ist ein Mykorrhiza-Pilz, der mit Laubbäumen, wie Rotbuchen und Eichen, sowie Nadelbäumen, wie Fichten, eine Symbiose eingeht. Die Fruchtkörper werden von August bis Anfang Oktober gebildet.

## Verbreitung

Europäische Länder mit Fundnachweisen des Starkduftenden Stink-Täublings.
Legende:
Länder mit Fundmeldungen
Länder ohne Nachweise
keine Daten
außereuropäische Länder

Der Starkduftende Stink-Täubling ist in Nordamerika (USA), in Europa und in Nordafrika (Marokko) verbreitet. In Europa reicht das Gebiet von den Hebriden, Frankreich und Spanien im Westen über die D-A-CH-Staaten bis nach Dänemark sowie südwärts bis nach Italien. Er ist jedoch überall sehr selten.
In Deutschland wurde er vereinzelt im südlichen Teil, in Rheinland-Pfalz, im Saarland, in Baden-Württemberg und in Bayern, nachgewiesen. Nördlich des 51. Breitengrades wurde bisher nur ein Fund in Westfalen gemacht.

## Bedeutung
Der Starkduftende Stink-Täubling ist ungenießbar.

## Belege
1. 1 2 3  Russula fragrantissima (MushroomExpert.Com). In: mushroomexpert.com. 2009, abgerufen am 15. Mai 2011 (englisch).
2. 1 2 3 4 5 6  German Josef Krieglsteiner (Hrsg.), Andreas Gminder, Wulfard Winterhoff: Die Großpilze Baden-Württembergs. Band 2: Ständerpilze: Leisten-, Keulen-, Korallen- und Stoppelpilze, Bauchpilze, Röhrlings- und Täublingsartige. Ulmer, Stuttgart 2000, ISBN 3-8001-3531-0, S. 534.
3. 1 2  Russula fragrantissima in der PILZOEK-Datenbank. In: pilzoek.de. Abgerufen am 19. August 2011.
4. ↑  
Belgian List 2012 - Russula fragrantissima. Abgerufen am 9. Juni 2012 (Täubling sehr selten:).
5. ↑  Weltweite Verbreitung von Russula fragrantissima. In: www.gbif.org. Abgerufen am 24. März 2025.
6. ↑  
NMV Verspreidingsatlas online : Russula fragrantissima. In: verspreidingsatlas.nl. Abgerufen am 12. September 2012.
7. ↑  
Verbreitungsatlas der Pilze der Schweiz. In: wsl.ch. Eidg. Forschungsanstalt für Wald, Schnee und Landschaft WSL, ehemals im Original (nicht mehr online verfügbar); abgerufen am 24. März 2025. (Seite nicht mehr abrufbar. Suche in Webarchiven)